# Finala Campionatului European de Fotbal 2020
Finala Campionatului European de Fotbal 2020 a fost un meci de fotbal care a determinat câștigătoarea UEFA Euro 2020. Meciul  a fost a 16-a finală a Campionatului European de Fotbal, un turneu care se dispută o dată la patru ani de echipele naționale masculine ale federațiilor membre ale UEFA pentru a decide campioana Europei. Meciul a avut loc pe Stadionul Wembley din Londra, Anglia, pe 11 iulie 2021. Meciul a fost jucat de Italia și Anglia.
Italia a câștigat finala cu 3-2 la penalty-uri după o remiză 1-1 după prelungiri.

## Drumul spre finală

### Detalii
| Italia                                                  | 1–1 (d.p.) | Anglia                                      |
| ------------------------------------------------------- | ---------- | ------------------------------------------- |
| - Bonucci 67'                                           | Raport     | - Shaw 2'                                   |
| - Berardi - Belotti - Bonucci - Bernardeschi - Jorginho | 3–2        | - Kane - Maguire - Rashford - Sancho - Saka |

| Italia | Anglia |

| P               | 21 | Gianluigi Donnarumma  |       |      |
| FD              | 2  | Giovanni Di Lorenzo   |       |      |
| FC              | 19 | Leonardo Bonucci      | 55'   |      |
| FC              | 3  | Giorgio Chiellini (c) | 90+6' |      |
| FS              | 13 | Emerson               |       | 118' |
| MD              | 8  | Jorginho              | 114'  |      |
| MC              | 18 | Nicolò Barella        | 47'   | 54'  |
| MC              | 6  | Marco Verratti        |       | 96'  |
| MD              | 14 | Federico Chiesa       |       | 86'  |
| MS              | 10 | Lorenzo Insigne       | 84'   | 91'  |
| AC              | 17 | Ciro Immobile         |       | 54'  |
| Schimbări:      |    |                       |       |      |
| M               | 16 | Bryan Cristante       |       | 54'  |
| A               | 11 | Domenico Berardi      |       | 54'  |
| M               | 20 | Federico Bernardeschi |       | 86'  |
| A               | 9  | Andrea Belotti        |       | 91'  |
| M               | 5  | Manuel Locatelli      |       | 96'  |
| F               | 24 | Alessandro Florenzi   |       | 118' |
| Antrenor:       |    |                       |       |      |
| Roberto Mancini |    |                       |       |      |

| P                | 1  | Jordan Pickford  |      |      |      |
| FC               | 2  | Kyle Walker      |      | 120' |      |
| FC               | 5  | John Stones      |      |      |      |
| FC               | 6  | Harry Maguire    | 106' |      |      |
| MDD              | 12 | Kieran Trippier  |      | 70'  |      |
| MSD              | 3  | Luke Shaw        |      |      |      |
| MC               | 14 | Kalvin Phillips  |      |      |      |
| MC               | 4  | Declan Rice      |      | 74'  |      |
| MD               | 19 | Mason Mount      |      | 99'  |      |
| MS               | 10 | Raheem Sterling  |      |      |      |
| A                | 9  | Harry Kane (c)   |      |      |      |
| Schimbări:       |    |                  |      |      |      |
| M                | 25 | Bukayo Saka      |      | 70'  |      |
| M                | 8  | Jordan Henderson |      | 74'  | 120' |
| M                | 7  | Jack Grealish    |      | 99'  |      |
| A                | 11 | Marcus Rashford  |      |      | 120' |
| M                | 17 | Jadon Sancho     |      | 120' |      |
| Antrenor:        |    |                  |      |      |      |
| Gareth Southgate |    |                  |      |      |      |

| Omul meciului: Leonardo Bonucci (Italia) Arbitri asistenți: Sander van Roekel (Țările de Jos) Erwin Zeinstra (Țările de Jos) Al patrulea oficial: Carlos del Cerro Grande (Spania) Arbitru asistent rezervă: Juan Carlos Yuste Jiménez(Spania) Arbitru asistent video: Bastian Dankert (Germania) Arbitri asistenți video asistenți: Pol van Boekel (Țările de Jos) Christian Gittelmann (Germania) Marco Fritz (Germania) | Regulile meciului - 90 minute - 30 minute de prelungiri dacă este necesar - Penaltiuri dacă scorul este egal - Maxim douăsprezece rezerve desemnate - Maxim cinci schimbări, cu a șasea permisă în prelungiri |